# Juan Bautista Egusquiza

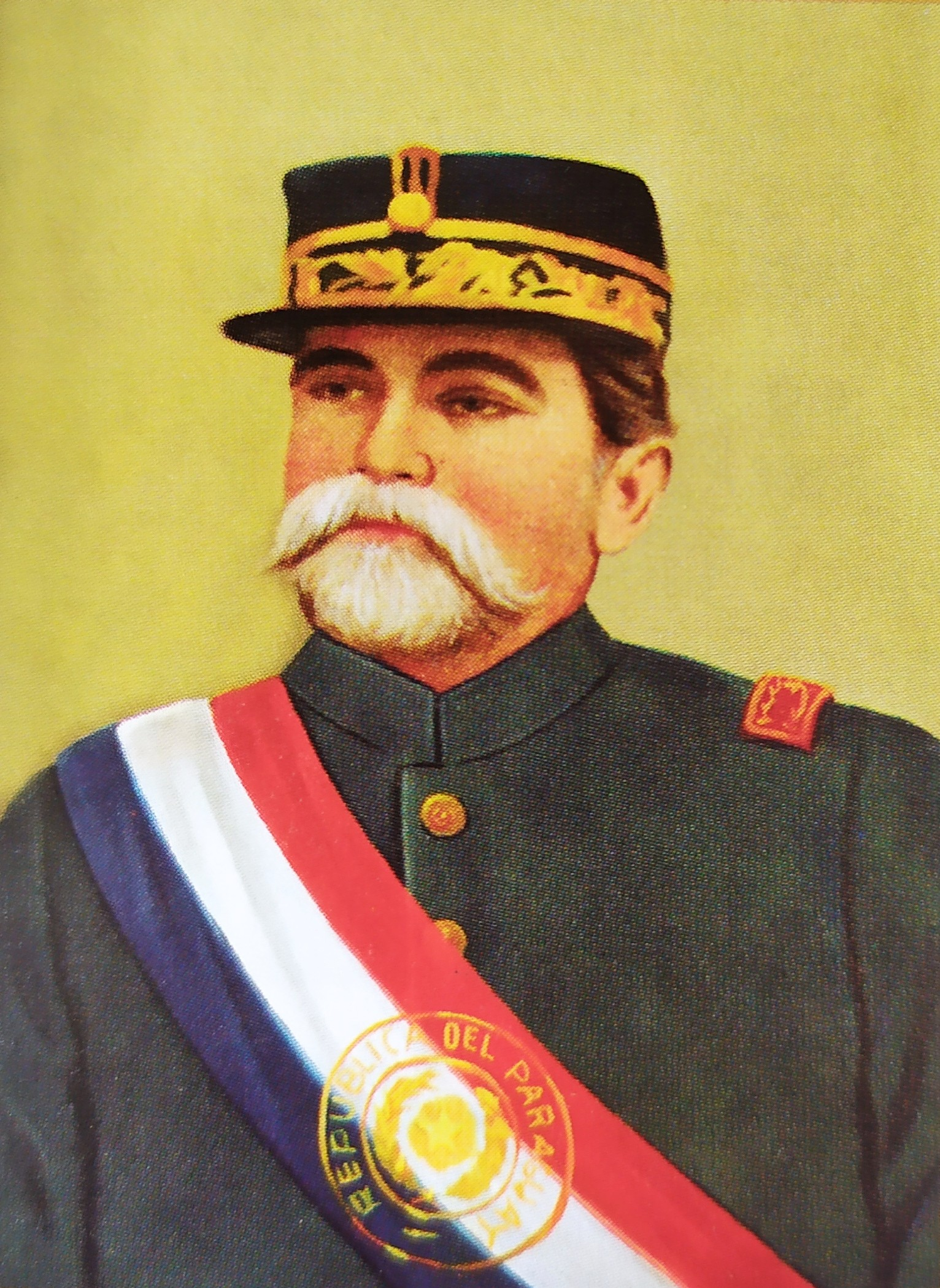
Juan Bautista Egusquiza

Juan Bautista Egusquiza (* 25. August 1845 in Asunción; † 24. August 1902 ebenda) war ein paraguayischer Brigadegeneral, Minister und Staatspräsident (1894–1898).
Egusquiza wurde am 25. August 1845 als Sohn von Camilo Egusquiza und Isabel Isasi in Asunción geboren. Er besuchte das angesehene Colegio Nacional de Concepción del Uruguay in der Provinz Entre Ríos in Argentinien. Er war zunächst Unterleutnant, Leutnant und Hauptmann bei den argentinischen Streitkräften. Er kehrte in sein Heimatland zurück und wurde 1890 zum Oberst und 1892 zum Brigadegeneral befördert. Von 1890 bis 1894 wurde er von Präsident Juan Gualberto González zum Kriegs- und Marineminister ernannt. Am 18. Oktober 1891 unterdrückte er erfolgreich eine von Eduardo Vera angeführte Revolution – der erste bewaffnete Protest der Liberalen Partei –  bei der sich González schon verloren sah. Nachdem Egusquiza stark an Ansehen und Popularität gewonnen hatte, erhob er sich am 9. Juni 1894 selbst gegen González und stürzte ihn. Er sicherte sich damit seine eigene Anwartschaft auf das Präsidentenamt, das er konstitutionell am 25. November 1894 übernahm.
Als Präsident erkannte er die Notwendigkeit, die Regierungsweise zu reformieren und den oppositionellen Kräften eine Minderheitsvertretung in der staatlichen Struktur zu gewähren. Seine liberalen Ideen führten jedoch zu einer Spaltung seiner Partei in Caballeristas, die dem General Bernardino Caballero anhingen, und den Egusquicistas. Egusquizas hohes Ansehen bei dem Militär sicherte ihm die Stabilisierung seiner Macht. Seine Amtszeit gilt als eine der brillantesten der Demokratie seines Landes im respektvollen und versöhnlichen Umgang mit der Oppositionsmeinung, den es vorher noch nicht gab. Er führte eine politische Amnestie ohne Einschränkung durch, gründete zwei Hochschulen für die Lehrerausbildung und eine für die Landwirtschaft, führte die Ausbildung in den Schönen Künsten ein und förderte das Instituto Paraguayo, das paraguayische Kulturinstitut.
Er verstarb 1902 einen Tag vor seinem 57. Geburtstag in Asunción.